# Ayala kommun, Morelos
Ayala är en kommun i Mexiko.   Den ligger i delstaten Morelos, i den sydöstra delen av landet, 80 km söder om huvudstaden Mexico City. Antalet invånare är 6 869. Arean är 346 kvadratkilometer.
Terrängen i Ayala är kuperad.
Följande samhällen finns i Ayala:
- San Pedro Apatlaco
- Anenecuilco
- Tenextepango
- Ciudad Ayala
- San Juan Ahuehueyo
- Constancio Farfán
- Abelardo L. Rodríguez
- Olintepec
- Unidad Habitacional 10 de Abril
- Colonia las Arboledas
- El Salitre
- Unidad Habitacional Mariano Matamoros
- Fraccionamiento las Llaves
- Fraccionamiento Huertas de Cuautla
- El Vergel
- Niños Héroes
- Colonia Ejidal Rafael Merino
- Valle de Morelos
- Loma Bonita
- Colonia General Emiliano Zapata
- Palo Blanco
- Buena Vista
- La Joya
- Benito Juárez
- El Mirador
- Huacatlaco
- Colonia las Lumbreras
- Colonia Leopoldo Heredia
- Campo la Escopeta
- Campo Palomar Chico
- Rincón de los Sauces